# Cédric Charpilloz
Cédric Charpilloz (20 maggio 1980) è un giocatore di football americano svizzero che gioca nel ruolo di defensive lineman per i Bern Grizzlies.